# Liste der Staatsoberhäupter von Madagaskar
Dies ist eine Liste der Staatsoberhäupter von Madagaskar seit der Erlangung der Unabhängigkeit 1960.

## Liste der Amtsinhaber
| Nr.  | Bild      | Name (Lebensdaten)                | Amtsbezeichnung                             | Amtszeit                                     | Amtszeit                                     | Partei          |
| Nr.  | Bild      | Name (Lebensdaten)                | Amtsbezeichnung                             | Beginn                                       | Ende                                         | Partei          |
| ---- | --------- | --------------------------------- | ------------------------------------------- | -------------------------------------------- | -------------------------------------------- | --------------- |
| 1.   |           | Philibert Tsiranana (1912–1978)   | Präsident                                   | 1. Mai 1959                                  | 11. Oktober 1972                             | PSD             |
| −    |           | Gabriel Ramanantsoa (1906–1979)   | Staatsoberhaupt                             | 11. Oktober 1972                             | 5. Februar 1975                              | Militär         |
| −    |           | Richard Ratsimandrava (1931–1975) | Staatsoberhaupt                             | 5. Februar 1975                              | 11. Februar 1975                             | Militär         |
| −    |           | Gilles Andriamahazo (1919–1989)   | Vorsitzender des Nationalen Militärkomitees | 11. Februar 1975                             | 15. Juni 1975                                | Militär         |
| −    |           | Didier Ratsiraka (1936–2021)      | Vorsitzender des Obersten Revolutionsrates  | 15. Juni 1975                                | 4. Januar 1976                               | Militär / AREMA |
| 2.   | Präsident | Didier Ratsiraka (1936–2021)      | 4. Januar 1976                              | 27. März 1993                                |                                              | Militär / AREMA |
| 3.   |           | Albert Zafy (1927–2017)           | Präsident                                   | 27. März 1993                                | 5. September 1996                            | UNDD            |
| −    |           | Norbert Ratsirahonana (* 1938)    | Übergangspräsident                          | 5. September 1996                            | 9. Februar 1997                              | AVI             |
| (2.) |           | Didier Ratsiraka (s. o.)          | Präsident                                   | 9. Februar 1997                              | 5. Juli 2002                                 | AREMA           |
| 4.   |           | Marc Ravalomanana (* 1949)        | Präsident                                   | 22. Februar 2002                             | 17. März 2009                                | TIM             |
| −    |           | Hyppolite Ramaroson (* 1951)      | Oberhaupt des Militärrates                  | 17. März 2009 (nur wenige Stunden amtierend) | 17. März 2009 (nur wenige Stunden amtierend) | Militär         |
| −    |           | Andry Rajoelina (* 1974)          | Präsident der Hohen Übergangsregierung      | 17. März 2009                                | 25. Januar 2014                              | TGV             |
| 5.   |           | Hery Rajaonarimampianina (* 1958) | Präsident                                   | 25. Januar 2014                              | 7. September 2018                            | HVM             |
| 6.   |           | Rivo Rakotovao (* 1960)           | Präsident (interim)                         | 7. September 2018                            | 19. Januar 2019                              | HVM             |
| 7.   |           | Andry Rajoelina (s. o.)           | Präsident                                   | 19. Januar 2019                              | 9. September 2023                            | TGV             |
| −    |           | Christian Ntsay (* 1961)          | Premierminister                             | 9. September 2023                            | 27. Oktober 2023                             | parteilos       |
| −    |           | Richard Ravalomana (* 1959)       | Senatspräsident                             | 27. Oktober 2023                             | 16. Dezember 2023                            | parteilos       |
| (7.) |           | Andry Rajoelina (s. o.)           | Präsident                                   | 16. Dezember 2023                            | amtierend                                    | TGV             |